# Мічурінський (Єкатеринбурзький міський округ)
Мічу́рінський (рос. Мичуринский) — селище у складі Єкатеринбурзького міського округу Свердловської області.
Населення — 164 особи (2010, 247 у 2002).
Національний склад станом на 2002 рік: росіяни — 86 %.